# Xujiafang (sockenhuvudort i Kina, Hunan Sheng, lat 29,24, long 110,65)
Xujiafang (kinesiska: 许家坊, 许家坊土家族乡) är en sockenhuvudort i Kina. Den ligger i provinsen Hunan, i den södra delen av landet, omkring 250 kilometer nordväst om provinshuvudstaden Changsha. Antalet invånare är 15 916. Befolkningen består av 7 574 kvinnor och 8 342 män. Barn under 15 år utgör 19,0 %, vuxna 15-64 år 68 %, och äldre över 65 år 12,0 %.
Runt Xujiafang är det ganska tätbefolkat, med 199 invånare per kvadratkilometer. Närmaste större samhälle är Wulingyuan, 15,9 km nordväst om Xujiafang. I omgivningarna runt Xujiafang växer huvudsakligen savannskog.
Genomsnittlig årsnederbörd är 1 766 millimeter. Den regnigaste månaden är maj, med i genomsnitt 286 mm nederbörd, och den torraste är december, med 22 mm nederbörd.